# Albert Folguera Felip
Folguera  Felip est un nom espagnol. Le premier nom de famille, en général paternel, est Folguera ; le second, en général maternel, souvent omis, est Felip.
Albert Folguera Felip né à Bell-lloc d'Urgell le 18 février 1966 est un joueur et entraîneur espagnol de rink hockey. Il fut joueur et capitaine du club d'Igualada HC, club avec lequel il gagne six coupes d'Europe. Il est le frère de Carles Folguera gardien de rink hockey.

## Parcours comme joueur
Après de se initier de bien petit au Club Souffrit Beau-post et passer un bref temps par le Lérida Liste Blava, Albert Folguera signe à Igualada HC pour la saison 1986-87, club avec lequel il reste en tant que joueur pendant treize saisons, et six saisons plus comme technicien, les cinq dernières comme entraîneur de l'équipe première. Avec Igualada, il joue en position de défense moyen. Il gagne six coupes d'Europe et cinq ligues espagnoles, et d'autres titres. Un hommage lui est rendu, lorsqu'il se retire comme joueur en 1999.
Il suit des études d'Éducation physique au INEFC Lérida.

## Parcours comme entraîneur
Une fois avoir pris se retraite en tant que joueur, il entretient un lien avec l'Igualada HC. Ce lien se poursuivit en tant qu'entraîneur de l'équipe première pendant cinq saisons entre en 2000 et le 2005. Il parvient à mener l'équipe en finale à cinq reprises, mais il ne put en gagner  pour diverses raisons.
Par la suite, il entraîne pendant un bref temps le Club Patin Bell-lloc, puis début 2006, il signe comme entraîneur du Reus Deportiu. En novembre de 2006, il signe comme entraîneur du CP Voltregà, club avec lequel il poursuivit sa carrière lors de la saison 2007-2008.
Depuis la saison 2009-2010, il est entraîneur du Lérida Liste Blava.

## Palmarès comme joueur de l'Igualada HC
- 6 Coupes d'Europe (1992-93, 1993-94, 1994-95, 1995-96, 1997-98 et 1998-99)
- 5 Coupes Continentales (1992-93, 1993-94, 1994-95, 1997-98 et 1998-99)
- 5 OK Attaches / des Ligues espagnoles (1988-89, 1991-92, 1993-94, 1994-95 et 1996-97)
- 2 Coupes du Roi / Accapares espagnoles (1992 et 1993)
- 1 Supercopa espagnole (1993-94)
- 4 Ligues catalanes (1991-92, 1992-93, 1993-94 et 1997-98)